# Aulnay-sur-Marne
Aulnay-sur-Marne è un comune francese di 276 abitanti situato nel dipartimento della Marna nella regione del Grand Est.

## Storia

### Simboli
L'ontano  (in francese aulne) fa riferimento al toponimo Aulnay, la fascia ondata al fiume Marna.

## Società

### Evoluzione demografica
Abitanti censiti